# 10123 Фідеойя
10123 Фідеойя (10123 Fideöja) — астероїд головного поясу, відкритий 17 березня 1993 року.
Тіссеранів параметр щодо Юпітера — 3,582.